# Šofar
Šofar (hebrejsko שופר) je rog, ki se uporablja v judovskem bogoslužju, predvsem za praznika Roš hašana (Novo leto) in Jom Kipur (Spravni dan). Instrument je lahko izdelan iz ovnovega, kozjega, antilopinega ali gazelinega roga. Rogovi goveda so prepovedani, ker spominjajo na zlato tele.

## Šofar v Bibliji in rabinski literaturi
Šofar je večkrat omenjen v Bibliji, Tori, Talmudu in rabinski drugi literaturi. V Bibliji je trobljenje šofarja prihajalo iz gostih oblakov na gori Sinaj, da so se Izraeliti začeli tresti od strahu:
Ko je tretji dan nastalo jutro, je začelo grmeti in se bliskati, težak oblak je pokrival goro in rog je močno zadonel. Vztrepetalo je vse ljudstvo, ki je bilo v šotorišču. Tedaj je Mojzes popeljal ljudstvo iz šotorišča Bogu naproti in postavili so se ob vznožju gore. Vsa Sinajska gora se je kadila, ker je Gospod v ognju stopil nanjo; njen dim se je vzdigoval kakor dim topilne peči. Vsa gora se je silno tresla. In glas roga je donel vedno močneje. Mojzes je govoril in Bog mu je odgovarjal z gromom. Gospod je stopil na Sinajsko goro, na vrh gore, in Gospod je poklical Mojzesa na vrh gore. In Mojzes je stopil gor. (2 Mz 19,16-20).

Šofar se je v bibličnih časih uporabljal za oznanjanje nove Lune, verskih praznikov, zbiranje ljudi in vojske (4 Mz 10,1-10) in oznanjanje Jubilejnega leta (3 Mz 25,9). Prvi dan sedmega meseca tišrija je bil dan za spominsko svečanost s trobljenjem (3 Mz 23,24) ali dan trobljenja (4 Mz 29,1). Šofar se je razen v verskih obredih (2 Sam 6,15 in 1 Krn 15,28) uporabljal tudi kot glasbeni instrument (Ps 98,6) in znak za začetek vojne (Joz 6,4 in Sod 3,27, Sod 7,16, Sod 7,20).
Na šofar so trobili tudi izraelitski duhovniki, ko je Jozue sedmi dan obleganja zavzel Jeriho (Joz 6,1-21). Šofar so tudi sicer uporabljali v vojnah, da bi z njim oznanili začetek bitke: »Ko je ljudstvo slišalo glas roga, je zagnalo velik bojni krik« (Joz 6,20). Oseba, ki je trobila na šofar, je običajno stala na nekem višjem mestu, da so glas roga slišali vsi vojaki.
V Tori je prvi dan sedmega meseca tišrija (Roš hašana) zapisan kot zikron teruah - »spominska svečanost s trobljenjem« (3 Mz 23) in kot yom teru'ah - »dan trobljenja« (4 Mz 29). Trobili so seveda s šofarji. Trobljenje prenaša vernikom naslednje sporočilo: »Zbudi se iz svojega moralnega dremeža, poglobi se v svoje obnašanje in postani kar se da dober. In spomni se Boga, ki te je ustvaril.« Za ženske in otroke prisotnost na verskih obredih po judovski zakonih ni obvezna, je pa zaželena. 
V Jeruzalemskem templju se je šofar uporabljal skupaj z dvema trobentama. Na Roš hašano je bil osrednji instrument šofar, ob njem pa sta bili na vsaki strani pa po ena trobenta. Šofar je bil izdelan iz roga divje koze, raven in pri ustniku okovan z zlatom. Na postne dni je bil osrednji instrument trobenta, ob njej pa sta bila na vsaki strani po en šofar, izdelan iz ukrivljenega ovnovega roga, pri ustniku okovan s srebrom. Na Jom Kipur je ob jubilejnih letih obred potekal enako kot na Novoletni dan. Trobljenje na rog je Jude vedno spomnilo na to, da je Bog kralj.

## Pobiblijsko obdobje
V pobiblijskem obdobju se je uporaba šofarja v verske namena povečala, ker je bilo igranje na druge instrumente v znak žalovanja za porušenim templjem prepovedano (v templju je igral cel orkester). S šofarjem so še vedno oznanjali Novo leto, novo Luno, Roš hašano, začetek šabata in konec posta na Jom Kipur. Uporabo roga v posvetne namene so povsem opustili. Uporabili so ga samo po Šestdnevni vojni leta 1967 v čast pripojitve Jeruzalema k Izraelu.
Šofar je v sodobnem času najbolj povezan z Roš hašano, ki se pravilno imenuje Jom T’ruah (Dan trobljenja na šofar). V Mišni, knjigi prvih rabinskih zakonov, ki izhajajo iz Tore, je cela razprava o pomenu šofarja v času pred uničenjem Drugega templja leta 70 pr. n. št. Šofar je bil takrat resnično v središču verskega obreda. Dve spremljajoči srebrni trobenti sta imeli mnogo manj pomembno vlogo. Na drugih slovesnih praznikih, postnih dneh in proslavljanjih novega meseca so bile vloge zamenjane in glavno vlogo sta imeli srebrni trobenti.
Šofar je povezan tudi z Jubilejnim letom, ki nastopi vsako petdeseto leto. Za Jubilejno leto judovska zakonodaja predpisuje osvoboditev vseh sužnjev, opustitev obdelave zemlje in odpis dolgov. Jubilejno leto oznani trobljenje šofarja na Roš Hašano, trobljenje na Jom Kipur pa oznanja odpis finančnih obveznosti.
Judovska zakonodaja (halaha) je po uničenju Drugega templja trobljenje na šofar na šabat prepovedala, ker bi bilo igranje šofarja lahko povezano s potovanjem in prenašanjem, ki sta na šabat strogo prepovedana. V času Drugega templja je bilo trobljenje dovoljeno, ker so bila glasbila stalno shranjena v templju in prenašanje ni bilo potrebno.

## Izbira živali
Šofar je lahko izdelan iz roga kateregakoli živali, razen iz govejega, ker spominja na zlato tele. Najbolj primeren je ovnov rog. Za obredni zakol živali ni nobenih predpisov, zato je rog lahko teoretično tudi od ne-košer živali, ker dajanje roga v usta samo po sebi ne pomeni njegovega zaužitja. Takšno izbiro dovoljuje še neki drug predpis, ki pravi, da snovi, ki niso primerne za človeško prehrano, niso hrana in mednje spadajo tudi rogovi.
Izbira rogov je torej zelo široka, kljub temu pa obstoje neka proiriteta. Najbolj cenjeni so zakrivljeni ovnovi rogovi, sledijo zakrivljeni rogovi drugih ovac, ukrivljeni rogovi drugih živali, ravni rogovi ovna, rogovi ne-košer živali in nazadnje goveji rogovi, ki se sploh ne uporabljajo. Uporabili bi se lahko tudi rogovi jelenjadi, vendar se ti ne dajo izvotliti. Ovnov rog mora biti dolg najmanj 30 cm (tri dlani), kudujev pa od 104 do 123 cm (47-49 palcev).
Med Judi Aškenazi je najbolj pogost rog domačega ovna, med Sefardi pa rog antilope kudu. Luknja ali razpoka v rogu spremeni njegov zvok, tako da ni primeren za obredno rabo. Rogovi so lahko pobarvani in umetniško izrezljani. Med Sefardi so pogosti s srebrom okovani rogovi, ki za versko službo niso dovoljeni. 
Roževina se segrevanjem zmehča in rog se lahko preoblikuje. Sefardski šofarji imalo pogosto ustnike, ki so malo manjši od ustnika trobente ali francoskega roga. Aškenazi ustnikov ne uporabljajo. Zaradi nepravilnosti votline in oblike roga so intervali instrumentov različni in se raztezajo od kvarte do sekste. Običajno se lahko nanje zaigra pet do sedem tonov.

## Igranje
V Bibliji sta za šofar omenjena samo dva osnovna tona: tékia (nizek) in terúa (visok) ton, sicer pa se na šofar igrajo štirje osnovni toni: tékia - tri sekunde trajajoč neprekinjen nizek ton, šévarim – trije po eno sekundo trajajoči toni, trilčki med tékio in terúo, terúa - tri sekunde dolg staccato in tékia gedóla - velika oziroma dolga tékia, enakomeren ton, ki ne sme trajati manj kot deset sekund.
S kombiniranjem teh štirih tonov je nastala ustaljena sekvenca tékia, šévarim-terúa, tékia; tékia, šévarim, tékia; tékia, terúa, ki se zaigra trikrat: prvič v čast Božjega kraljestva, drugič v spomin na Izakovo žrtvovanje in človekovo zvezo z Bogom in tretjič, da bi izpolnili nauk, ki ga sporoča šofar (malhijotot, zihronot in šofarot). Pri vsaki ponovitvi se recitirajo ustrezni teksti iz Biblije, ki se končajo z blagoslovom temu pa sledi tékia gedóla.
Tékia traja en ton, šévarim tri, terúa pa devet tonov. V posamezni sekvenci je torej trideset tonov, z dvema ponovitvama skupno devetdeset tonov. Temu sledi zaključna sekvenca desetih tonov, tako da je celotno igranje dolgo sto tonov. Po sefardski tradiciji je skladba dolga 101 ton: sto tonov pomeni sto krikov matere ubitega kanaanitskega generala Sisera (Sodniki 4:2), zadnji dodatni ton pa simbolizira materino ljubezen.

## Izvajalec
Oseba, ki trobi na šofar, se imenuje tekia ali ba'al tekia, kar pomeni trobilec oziroma mojster trobljenja. Za trobilca je primeren vsak Jud, ki je za to usposobljen in ga odobri judovska skupnost. Če bi njegova izbira v skupnosti povzročila nesoglasja, lahko kandidat svojo kandidaturo umakne, četudi bi bila namesto njega izbrana manj primerna oseba (Šulhan Aruh 3:72). Ba'al tekia se mora tri dni pred prazniki strogo držati vseh verskih predpisov (Šulhan Aruh 3:73).

## Sodobna raba šofarja
Med osmansko in angleško okupacijo Jeruzalema trobljenje na šofar ob Zahodnem zidu ni bilo dovoljeno. Po Šestdnevni vojni je rabin Šlomo Goren svečano odkorakal do Zidu in v čast priključitve Jeruzalema k Izraelu zatrobil na šofar. 
Šofar se včasih uporablja v sodobni klasični, pa tudi v pop glasbi. Primer klasičnega dela je oratorij Apostoli Edwarda Elgarja, v katerem pa se namesto šofarja pogosto uporabljajo drugi instrumenti, na primer krilovka.